# L'Homme qui n'a jamais existé
Ne doit pas être confondu avec L'homme qui n'existait pas.
Pour plus de détails, voir Fiche technique et Distribution.

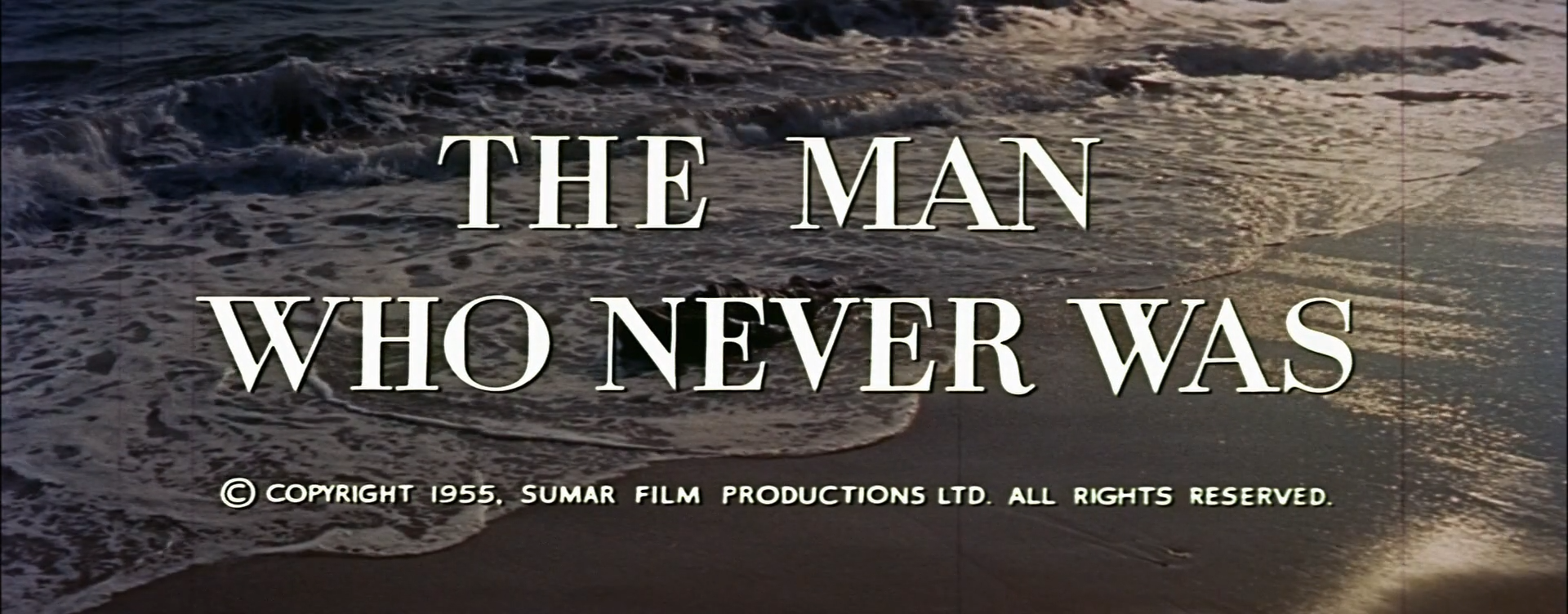
Image du générique du film.

L'homme qui n'a jamais existé (The Man Who Never Was) est un film d'espionnage américano-britannique réalisé par Ronald Neame et sorti en 1956.

## Synopsis
Durant la Seconde Guerre mondiale, le capitaine de corvette Ewen Montagu et son adjoint, de la Royal Navy, conçoivent une ruse pour amener les autorités allemandes à croire qu'un débarquement des Alliés aura lieu en Sardaigne et dans les Balkans alors qu'il est prévu en Sicile occupée par l'ennemi.
Ils font en sorte que les Espagnols trouvent sur une de leurs plages le cadavre d'un officier britannique détenteur d'un plan de débarquement. Les Britanniques ont fabriqué tout un passé au mort (le cadavre anonyme d’un civil) baptisé pour la circonstance « William Martin » : de la lettre d'amour déchirante de sa petite amie jusqu'à un avis de découvert bancaire en passant par des billets d'une pièce de théâtre. Avant que les Espagnols n'enterrent le cadavre et ne restituent ses documents aux autorités britanniques, les espions allemands ont eu le temps de les photographier entièrement, c'est ce que les Anglais découvrent en les faisant examiner par des experts.
Les Allemands délèguent à Londres un de leurs espions, l'Irlandais Patrick O'Reilly, chargé de vérifier l'authenticité de l'identité de William Martin. O'Reilly contrôle point par point la véracité de l'existence de Martin : de la boutique où il achetait ses chemises jusqu'au domicile de sa « fiancée ». Pris d'un doute, O'Reilly tend un piège aux Britanniques en mettant son existence en péril : il dévoile à la fiancée son identité et le nom de la pension de famille où il réside. Si les Britanniques viennent l'arrêter, c'est que William Martin et son plan de débarquement ne sont qu'un stratagème. Le capitaine Montagu a une prémonition de la tactique de O'Reilly et demande aux services secrets de ne pas l'appréhender. Passé le délai d'attente, O'Reilly, depuis sa chambre, confirme par émetteur radio l'authenticité de Martin aux Allemands qui retirent une partie de leurs troupes de Sicile pour les poster aux prétendus lieux de débarquements.
Les Alliés peuvent alors moins difficilement débarquer en Sicile. « William Martin », l'homme qui n'a jamais existé, repose au cimetière de la ville côtière d'Huelva en Espagne où son cadavre fut découvert sur l'une des plages un beau matin d'avril 1943.

## Contexte
Le film est basé sur l'opération Mincemeat et sur son témoignage écrit par Ewen Montagu sous le titre L'homme qui n'a jamais existé (en) (The Man Who Never Was) en 1953.

## Fiche technique
- Titre original : The Man Who Never Was
- Titre français : L'homme qui n'a jamais existé
- Réalisation : Ronald Neame
- Scénario : Nigel Balchin d'après l'histoire vraie d'Ewen Montagu L'homme qui n'a jamais existé (The Man Who Never Was, 1953)
- Décors : John Hawkesworth
- Costumes : Sam Benson
- Photographie : Oswald Morris
- Cadrage : Arthur Ibbetson
- Son : Basil Fenton-Smith, J. B. Smith
- Montage : Peter Taylor
- Musique : Alan Rawsthorne
- Production : André Hakim
- Sociétés de production : Twentieth Century Fox, Sumar Productions
- Sociétés de distribution : Twentieth Century Fox, Alcifrance (France)
- Pays de production :  Royaume-Uni,  États-Unis
- Langues de tournage : anglais, allemand, espagnol
- Format : 35 mm — couleur par DeLuxe — 2.55:1 CinemaScope — version mono et version stéréo 4 pistes (Westrex Recording System)
- Genre : drame, film de guerre
- Durée : 103 minutes
- Dates de sortie :
  - États-Unis : 3 avril 1956
  - France : 1er janvier 1957
- (fr) Classification CNC : tous publics (visa d'exploitation no 18472 délivré le 28 juin 1956)
- Affiche : Boris Grinsson (France)

## Distribution
- Clifton Webb (VF : Gérard Férat) : le capitaine de corvette Ewen Montagu
- Gloria Grahame (VF : Claire Guibert) : Lucy Sherwood
- Stephen Boyd (VF : Lucien Bryonne) : Patrick O'Reilly
- Robert Flemyng (VF : Michel André) : le lieutenant George Acres
- Josephine Griffin (VF : Joëlle Janin) : Pam
- Laurence Naismith (VF : René Blancard) : l'amiral Cross
- Terence Longdon : Larry
- André Morell (VF : Georges Hubert) : Sir Bernard Spilsbury
- Michael Hordern (VF : Claude Péran) : le général Coburn
- Cyril Cusack (VF : Jean Clarieux) : le chauffeur de Taxi
- William Russel (VF : Serge Lhorca) : Joe
- François Périer : l'agent du consulat britannique
- Wolf Frees  : L'Amiral Canaris
- Carl Duering (non crédité) : un agent allemand
- Ewen Montagu : Air Marshal (non crédité)

## Distinctions

### Récompense
- BAFTA 1957 : Nigel Balchin lauréat du prix du meilleur scénario britannique

### Nominations
- BAFTA 1957 : 
  - Film nommé pour le prix du meilleur film britannique
  - Film nommé pour le prix du meilleur film étranger
  - Stephen Boyd nommé pour le prix du meilleur espoir masculin du cinéma

### Sélection
- Festival de Cannes 1956 : sélection officielle en compétition[3].

## Tournage
- Intérieurs : Studios d'Elstree (Royaume-Uni)
- Extérieurs : Londres (Royaume-Uni), et sur une plage d'Espagne (séquence du corps de « William Martin » sur le rivage)[4]